# Carl Shoup
Carl Sumner Shoup, né le 26 octobre 1902 à San José (Californie) et mort le 23 mars 2000, est un économiste américain, professeur d'économie émérite à l'Université Columbia. Il a dirigé la Mission Shoup qui a permis une importante réforme fiscale dans le Japon de l'après-guerre.

## Biographie

### Jeunesse et études
Carl Shoup est le fils d'un cadre d'une entreprise de chemins de fer et membre fondateur de l'Université Stanford, Paul Shoup, et de Rose Wilson Shoup. Il naît à San José, et il a deux frères, Donald et Paul, ainsi qu'une sœur, Béatrice. Il grandit à Los Altos et utilise un cheval pour se rendre à l'école. 
Il est admis à l'Université Stanford et obtient une licence en droit en 1924. Il déménage alors à New York pour devenir journaliste au New York World. Il quitte bien vite son poste et est admis en 1926 à l'Université Columbia, où il étudie l'économie. Devenant assistant d'un professeur, il effectue un doctorat en économie qu'il obtient en 1930.

### Parcours dans l'enseignement
Il est nommé professeur à Columbia en 1945. Il est doyen du département d'économie de Columbia de 1955 à 1958, puis de 1961 à 1964. Il devient professeur McVickar d'Économie politique en 1959, et ne quitte ce poste qu'en 1971. 
À Columbia, il travaille avec Edwin Robert Anderson Seligman et Robert Murray Haig, puis avec William Warren, William Vickrey, Robert Anthoine et Lowell Harriss.

### Parcours comme expert en fiscalité
Il est invité par le Secrétaire du Trésor des États-Unis, Henry Morgenthau, à co-diriger avec son collègue Roy Blough l'étude fiscale en six volumes "Report on the Federal Revenue System", publiée en 1937. Il y propose des réformes du système fiscal américain.
Il est l'un des pères fondateurs de la taxe sur la valeur ajoutée.
À la fin des années 1940, il est invité au Japon par le Général MacArthur pour diriger un groupe visant à réformer le système fiscal japonais. Ce comité, appelé Mission Shoup, engendre la plus importante réforme fiscale que le Japon ait connu en 1950. Les préconisations du rapport Shoup sont toujours en grande partie en vigueur dans le Japon actuel.
Il participe à la création de la TVA au Canada et en Europe dans les années 1950. Il participe aussi à des réformes fiscales au Venezuela, à Cuba et au Liberia.

## Vie privée
Shoup a déménagé à sa retraite à Center Sandwich dans le New Hampshire. Il était marié, et a survécu de trois ans à sa femme. Ils ont eu une fille.